# Науково-технічна бібліотека Національного університету «Львівська політехніка»
Науково-технічна бібліотека (НТБ) Національного університету «Львівська політехніка» — одна з найбільших книгозбірень вищих навчальних закладів України. Книжково-журнальний фонд бібліотеки нараховує близько 1 млн. 800 тис. примірників, більшість становить фонд наукової літератури.

## Історія бібліотеки
Історія бібліотеки як і Львівської політехніки починається з 1844 року. Невеликий фонд Реальної школи, близько 2000 томів, став основою фонду бібліотеки Технічної академії. Однак, 1848 року Львів охопила революція, яка була частиною європейської «весни народів». Військо придушило повстання, використовуючи артилерію — під час артобстрілу виникла пожежа, в якій згорів будинок Технічної академії (будинок Даровського) на розі вулиць Театральної та Вірменської. Уся бібліотека академії, яка була в будинку, також згоріла.
У відновленому після пожежі будинку бібліотеці виділили одну невеличку кімнату з дуже складними умовами для роботи. Скромні кошти книгозбірні, які надходили від керівництва академії та від студентів як оплата за користування книжками, не дозволяли купувати достатню кількість літератури.
У 1871 році, майже за 30 років існування бібліотеки Технічної академії, в її фондах було лише 3608 томів. Книгозбірня не мала власних працівників, а керував нею безпосередньо сам ректор, який купував книги, передплачував журнали, вів облік в інвентарних книгах і, якщо йому вистачало часу, видавав книги студентам та викладачам. Перший постійний бібліотечний працівник з'явився наприкінці 1874 року.
Наприкінці 1874 року Колегія професорів академії звернулася до Міністерства освіти з пропозиціями щодо поліпшення роботи бібліотеки, і 5 листопада 1874 року Міністерство дозволило у будинку Жарських (вул. Вірменська, 4), що прилягав до головного корпусу академії, виділити і передати відповідні приміщення для розміщення там книгозбірні та організації при ній читальні. Міністерство зобов'язало Колегію професорів обирати бібліотекаря, який би здійснював головне керівництво бібліотекою на громадських засадах. Тоді ж було встановлено першу постійну штатну одиницю бібліотечного працівника, було дозволено прийняти тимчасового помічника бібліотекаря, і Міністерство виділило для цього кошти.
У 1873–1877 роках за проєктом і під керівництвом професора Юліана Захаревича споруджено будинок головного корпусу Вищої політехнічної школи, в якому бібліотеці було відведено чотири кімнати на другому поверсі з північного боку.
У ювілейному 1894 році фонд бібліотеки налічував близько 14 тис. томів, штат складався з трьох осіб, послугами бібліотеки користувалося близько 300 читачів. Упродовж багатьох років переважну більшість нових надходжень становила література польською та німецькою мовами.
Ініціатором будівництва нової бібліотеки був один з професорів Львівської політехніки, видатний учений, доктор Казимир Бартель. Новий корпус планувався на вул. Нікоровича (нині вул. Професорська). Було оголошено конкурс проектів, на який надійшло 5 робіт. У липні 1928 року конкурсна комісія оголосила рішення: перше місце не присуджувалось, два других посіли проекти фірми «Panteon» з Варшави, а також спільний проект Тадеуша Янковського і Броніслава Віктора. Оскільки обидві роботи недостатньо відповідали вимогам, кінцевий проект доручено розробити професорові політехніки Тадеушу Обмінському на базі варшавського варіанту. У жовтні того ж року, на відкритих торгах обрано виконавця — будівельну фірму Міхала Уляма і Казімежа Каменобродського, яка запропонувала найнижчий кошторис. Будівництво тривало протягом 1929–1934 років. 

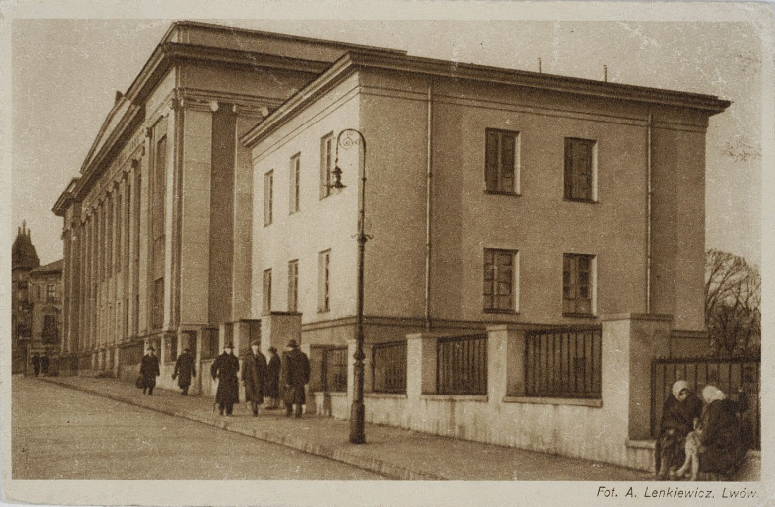
Будівля бібліотеки на світлині 1930-х років

Розміщення бібліотеки в новому будинку сприяло подальшому розвиткові її діяльності. Фонд бібліотеки почав поповнюватися обов'язковим примірником видавництв, які входили до Міжнародної федерації технічної і професійної преси. Встановлення контакту з закордонними технічними видавництвами обіцяло значне збагачення фонду технічної літератури, але фінансові труднощі, які залишилися, гальмували комплектування необхідної літератури в повному обсязі. Тому до 1939 року, майже за 100 років свого існування, бібліотека зібрала в своїх сховищах лише 90 тис. томів, ними користувалися 3 тис. читачів. Річне відвідування читальних залів тоді у середньому становило 40 тис. читачів, книговидача — 60 тис. примірників, штат складався з 12 працівників.
Друга світова війна завдала бібліотеці величезних збитків. Найбільше постраждали від снарядів головний читальний зал і вестибюль бібліотеки. Скляний купол книгосховища був зруйнований, і вода протікала в приміщення. Система опалення вийшла з ладу. Знищувалося та розкрадалося бібліотечне обладнання. Частина фонду була пошкоджена, багато книжок розграбовано.
У 1944 році відновила свою діяльність Політехніка, а з нею — і наукова бібліотека. У повоєнні роки налагоджено зв'язки з багатьма бібліотеками, зокрема — із закордонними. Активний книгообмін з ними також сприяв збагаченню фондів. Тільки за шість повоєнних років бібліотека придбала літератури удвічі більше, ніж за всі попередні роки. Усі фонди бібліотеки тепер стали широко доступними не тільки для професорсько-викладацького складу і студентів інституту, а й для сторонніх читачів. Найважливішим завданням бібліотеки стало формування фонду навчальної літератури і повне забезпечення нею студентів.
Найінтенсивніший період розвитку бібліотеки припадає на 1970—1980 роки. 1970 року побудовано друге приміщення бібліотеки з семиярусним книгосховищем на 1 млн томів. У новому приміщенні розмістилися всі відділи обслуговування студентів. Майже 1300 читачів одночасно могли працювати в нових читальних залах. Зростають усі показники діяльності бібліотеки, активно поповнюються фонди наукової та навчальної літератури — до бібліотеки щорічно надходить до 80-90 тисяч примірників нових видань. Результатом проведеної роботи стало і формальне визнання: у 1988 р. наказом Мінвузу України бібліотека була віднесена до вищої категорії.
Довгі роки Науково-технічна бібліотека Львівської політехніки міцно утримує призове місце серед бібліотек вищих навчальних закладів міста й України. З 2006 року розпочалася інтенсивна робота з інформатизації НТБ та впровадження автоматизованої бібліотечної системи, мета якої — автоматизація всіх основних виробничих процесів бібліотеки, покращення якості обслуговування читачів та розширення списку послуг бібліотеки.

## Директори бібліотеки
- 1923—1945 — Ляскевич Тит Карлович
- 1945—1947 — Кругляков Сергій Іванович
- 1947—1954 — Кирилов Йоасаф Мамантович
- 1954—1959 — Іванова Надія Павлівна
- 1959—1970 — Вдовенко Дмитро Омелянович
- 1973—1986 — Овдіна Євдокія Олександрівна
- 1986—1992 — Поздняков Василь Іванович
- 1993—2015 — Шишка Олександр Володимирович
- від 2015 — Андрухів Андрій Ігорович

## Структура бібліотеки
Керування бібліотекою здійснює директор, який підпорядкований ректорові (проректорові) і є членом Вченої ради університету. Бібліотека Львівської політехніки належить до першої групи. Структуру та штати бібліотеки затверджує ректор університету. У бібліотеці функціонують 11 структурних підрозділів.

## Фонди бібліотеки
Фонди Науково-технічної бібліотеки поділяють на: основний книжково-журнальний фонд, який нараховує 1 млн. 800 тис. примірників та резервно-обмінний фонд, який складається з дублетних примірників малоактуальних видань, що за своєю тематикою не відповідають профілю навчальної та наукової роботи університету та призначаються для обміну з іншими бібліотеками (7,5 тис. примірників).

## Обслуговування користувачів
Бібліотека надає основні бібліотечно-інформаційні послуги науковим і науково-педагогічним працівникам, студентам, аспірантам, іншим працівникам структурних підрозділів Львівської політехніки. У бібліотеці діє єдиний читацький квиток.